# Epsilon Ursae Majoris
Epsilon Ursae Majoris (Latin hóa từ ε Ursae Majoris, viết tắt Epsilon Uma, ε UMa), tên chính thức là Alioth,, mặc dù được chỉ định là "ε" (epsilon), nhưng là ngôi sao sáng nhất trong chòm sao Đại Hùng; ở cấp sao biểu kiến 1,77 nó là ngôi sao sáng thứ ba mươi hai trên bầu trời.
Nó là ngôi sao ở đuôi con gấu gần nhất với thân gấu, và do đó nó nằm trong phần cán (Tiêu, 杓) của Bắc Đẩu (hay sao Cày) gần nhất với phần muôi (Khôi, 魁). Nó cũng là một thành viên của nhóm di chuyển Ursa Major lớn và khuếch tán. Trong lịch sử, ngôi sao này thường được sử dụng trong đạo hàng thiên văn trong thương mại hàng hải, do nó được liệt kê là một trong 57 sao điều hướng.[1]

## Tính chất vật lý

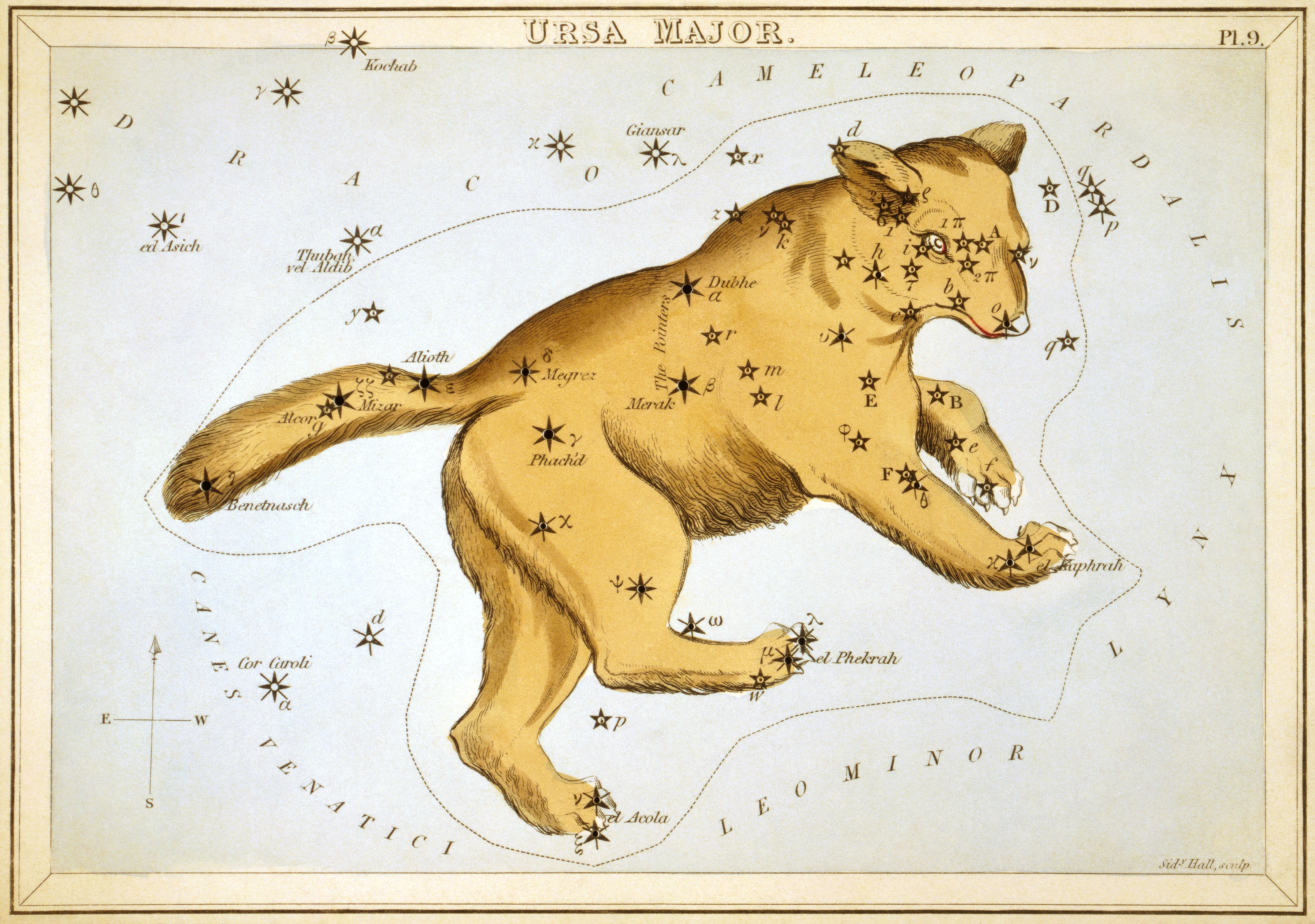
Tranh trong sách của Sidney Hall mô tả các ngôi sao của Đại Hùng.

Theo Hipparcos, Epsilon Ursae Majoris có khoảng cách 81 năm ánh sáng (25 parsec) tính từ Mặt Trời. Loại quang phổ của nó là A1p; "p" là viết tắt của peculiar nghĩa là kỳ dị, vì quang phổ của nó là đặc trưng của sao biến quang α2 Canum Venaticorum. Epsilon Ursae Majoris, với tư cách là đại diện của loại hình sao này, có thể có hai quá trình tương tác. Thứ nhất, từ trường mạnh của ngôi sao chia cách các nguyên tố khác nhau trong 'nhiên liệu' hydro của ngôi sao. Ngoài ra, trục tự quay ở một góc so với trục từ có thể làm quay các dải khác nhau của các nguyên tố được sắp xếp theo từ tính vào đường ngắm giữa Epsilon Ursae Majoris và Trái Đất. Các nguyên tố can thiệp phản ứng khác nhau ở các tần số ánh sáng khác nhau khi chúng lao vào và ra khỏi tầm nhìn, khiến Epsilon Ursae Majoris có các vạch quang phổ rất lạ dao động trong khoảng thời gian 5,1 ngày. Hậu tố kB9 cho loại phổ cho biết rằng vạch K calci có mặt và đại diện cho loại phổ B9, mặc dù phần còn lại của phổ chỉ ra loại A1.
Các cực tự quay và cực từ của Epsilon Ursae Majoris ở góc gần như vuông (90 độ) với nhau. Các vùng crom tối hơn (đậm hơn) tạo thành một dải vuông góc với đường xích đạo.
Từ lâu, người ta đã nghi vấn rằng Epsilon Ursae Majoris là một sao đôi quang phổ, có thể có nhiều hơn một thiên thể đồng hành. Một nghiên cứu gần đây cho thấy sự biến thiên 5,1 ngày của Epsilon Ursae Majoris có thể là do một thiên thể á sao có khối lượng khoảng 14,7 khối lượng Sao Mộc trên quỹ đạo lệch tâm (e = 0,5) với sự chia tách trung bình 0,055 AU. Hiện tại người ta cho rằng chu kỳ 5,1 ngày là chu kỳ tự quay của ngôi sao và không có đồng hành nào được phát hiện bằng thiết bị hiện đại nhất.
Epsilon Ursae Majoris có từ trường tương đối yếu, yếu hơn 15 lần so với α Canum Venaticorum, nhưng vẫn mạnh hơn 100 lần từ trường Trái Đất.

## Tên gọi và từ nguyên
ε Ursae Majoris (Latin hóa thành Epsilon Ursae Majoris) là định danh Bayer của ngôi sao này.
Tên gọi truyền thống Alioth có nguồn gốc từ tiếng Ả Rập alyat al-hamal ("đuôi mỡ của con cừu"). Năm 2016, Hiệp hội Thiên văn Quốc tế tổ chức Nhóm công tác IAU về tên sao (WGSN) để lập danh lục và chuẩn hóa tên riêng của các ngôi sao. Bản tin đầu tiên của WGSN phát hành tháng 7 năm 2016 bao gồm một bảng với hai loạt tên gọi đầu tiên được WGSN phê duyệt; nó bao gồm cả Alioth cho ngôi sao này.
Người theo Ấn Độ giáo gọi ngôi sao này là Añgiras, một trong bảy Rishis (bảy hiền nhân).
Trong thiên văn học Trung Quốc, 北斗 (Běi Dǒu, Bắc Đẩu) có nghĩa là mảng sao Bắc Đẩu trong Tử Vi viên, một mảng sao tương đương với nhóm sao Bắc Đẩu. Do đó, tên gọi trong tiếng Trung của Epsilon Ursae Majoris là 北斗五 (Běi Dǒu wu, Bắc Đẩu ngũ, nghĩa là ngôi sao thứ năm của Bắc Đẩu). Tên gọi khác của nó là 玉衡 (Yù Héng, Hán-Việt: Ngọc Hành, Hán-Nôm: Ngọc Hoành, nghĩa là ống nhòm bằng ngọc).

## Trong văn hóa
USS Allioth (AK-109) là tàu chỏ hàng lớp Crater của Hải quân Hoa Kỳ, được đặt theo tên ngôi sao này.